# Суркино (Пензенская область)
Суркино — село в Наровчатском районе Пензенской области России. Входит в состав Суркинского сельсовета.

## География
Село находится в северо-западной части Пензенской области, в пределах западного склона Приволжской возвышенности, в лесостепной зоне, на правом берегу реки Паньжи, на расстоянии примерно 11 километров (по прямой) к северо-западу от села Наровчат, административного центра района. Абсолютная высота — 159 метров над уровнем моря.

### Климат
Климат характеризуется как умеренно континентальный, с холодной продолжительной зимой и тёплым летом. Среднегодовая температура воздуха — 3,6 — 3,8 °C. Средняя температура воздуха самого тёплого месяца (июля) — 20 °C; самого холодного (января) — −13 °C. Безморозный период длится 128 дней. Продолжительность вегетационного периода — в среднем 176 дней. Среднегодовое количество атмосферных осадков составляет 538 мм, из которых большая часть выпадает в тёплый период. Снежный покров устанавливается в конце ноября и держится в течение 136 дней.

### Часовой пояс
Село Суркино, как и вся Пензенская область, находится в часовой зоне МСК (московское время). Смещение применяемого времени относительно UTC составляет +3:00.

## Население
| 1710  | 1795 | 1864  | 1877  | 1897  | 1912  | 1926  |
| ----- | ---- | ----- | ----- | ----- | ----- | ----- |
| 260   | ↗500 | ↗1028 | ↗1231 | ↗1460 | ↗1801 | ↘1691 |
| 1930  | 1937 | 1959  | 1979  | 1989  | 1996  | 2002  |
| ↗1832 | ↘861 | ↘533  | ↘335  | ↘273  | ↘239  | ↘218  |
| 2010  |      |       |       |       |       |       |
| ↘183  |      |       |       |       |       |       |

### Национальный состав
Согласно результатам переписи 2002 года, в национальной структуре населения русские составляли 98 % из 218 чел.